# IC 1827
IC 1827 est une galaxie spirale située dans la constellation de la Baleine. Sa vitesse par rapport au fond diffus cosmologique est de (5713 ± 31) km/s, ce qui correspond à une distance de Hubble de 84,3 ± 5,9 Mpc (∼275 millions d'al). IC 1827 a été découverte par l'astronome français Stéphane Javelle en 1903.
La classe de luminosité de IC 1827 est I.
Les galaxies IC 1827 et NGC 1038 sont dans la même région du ciel et selon l'étude réalisée par Abraham Mahtessian, elles forment une paire de galaxies.